# Catalino Rivarola
Catalino Rivarola Méndez (Zabalhos, 1965. április 30. –) paraguayi labdarúgóhátvéd.
A paraguayi válogatott színeiben részt vett az 1998-as labdarúgó-világbajnokságon.